# Rio Achado
Der Rio Achado ist ein etwa 16 km langer rechter Nebenfluss des Rio Piquiri im Westen des brasilianischen Bundesstaats Paraná.

## Geografie

### Lage
Das Einzugsgebiet des Rio Achado befindet sich auf dem Terceiro Planalto Paranaense (Dritte oder Guarapuava-Hochebene von Paraná).

### Verlauf
Sein Quellgebiet liegt im Munizip Altamira do Paraná auf 561 m Meereshöhe etwa 10 km südöstlich der Ortsmitte in der Nähe der PR-364.
Der Fluss verläuft in westlicher Richtung. Er mündet auf 372 m Höhe von rechts in den Rio Piquiri. Er ist etwa 16 km lang.

### Munizipien im Einzugsgebiet
Der Rio Achado verläuft vollständig innerhalb des Munizips Altamira do Paraná.